# ليلى سلطان
ليلى سلطان راقصة وممثلة مصرية (اسمها الحقيقي: ليلى السلطان أبو علا) من مواليد الإسكندرية في 6 أغسطس 1933، عمل والدها طبال بفرقة موسيقية لفترة بالإسكندرية، ثم انتقل إلى القاهرة، وهناك بدأت تتعلم الرقص، والعمل في الكازينوهات. شاهدها الفنان يوسف وهبي وهي ابنة الأربع سنوات، وقدمها في فيلم «ساعة التنفيذ» الذي صدر عام 1938 من إخراجه وتمثيله مع أمينة رزق.
بدأت نشاطها الفني في نهاية الخمسينيات كراقصة وممثلة، وظهرت كوجه جديد في فيلم «شارع الملاهي» للمخرج عبد المنعم شكري عام 1969 في دور راقصة اسمها دلال. توفت في 26 يناير 1972 عن عمر يناهز 39 سنة إثر أزمة قلبية مفاجئة.

## أعمالها في السينما
فيلم «ساعة التنفيذ» للمخرج يوسف وهبي، عام 1938
فيلم «شارع الملاهي» للمخرج عبد المنعم شكري، عام 1969

## وصلات خارجية
- ليلى سلطان على موقع الدهليز
- ليلى سلطان على موقع قاعدة بيانات الأفلام العربية
- ليلى سلطان على موقع الدهليز
- ليلى سلطان على موقع كاروهات